# Jan Kropidło
Jan I van Opole (1360/1364 - Opole, 9 maart 1421), bijgenaamd Jan Kropidło ('Jan Wijwaterkwast'), was de oudste zoon van hertog Bolko III van Opole en Anna, en als zodanig een lid van de dynastie der Silezische Piasten. Jan was vanaf zijn jeugd bestemd voor de Rooms-Katholieke Kerk. Al jong kreeg hij van zijn oom Wladislaus II van Opole een eerste rijke prebende, en rond zijn twintigste werd hij gekozen tot opvolger van de bisschop van Poznań; pas in 1388/89 verkreeg hij echter de bisschopswijding. Na de dood van zijn vader in 1396 werd hij hertog van Opole samen met zijn broers Bolko IV en Bernhard.
Jan was ook bisschop van Gnesen, Kammin en Kulm; vanaf 1402 was hij bisschop van Leslau. In zijn latere jaren raakte hij verstrikt in een vete van zijn familie met de stad Breslau. Omdat zijn broers als hertogen overvallen pleegden op Breslauer kooplieden, werd hij in 1410 gevangengezet. Nadat hertog-bisschop Wenceslaus II van Liegnitz een interdict over Breslau had uitgesproken, werd Jan weer vrijgelaten. In zijn latere jaren wijdde Jan zich hoofdzakelijk aan zijn bisschopsambt te Leslau.
- Gemeinsame Normdatei: 138772630
- Virtual International Authority File: 95400623
- WorldCat: E39PBJcr9QjbyfQkY3VtmQbPQq